# BODE-Index
Der BODE-Index, auch BODE-Score, Kurzform für body-mass index, airflow obstruction, dyspnea and exercise capacity index in chronic obstructive pulmonary disease, ist eine multidimensionale 10-Punkte-Skala, in der ein höheres Ergebnis mit einem höheren Sterberisiko im Rahmen einer Chronisch obstruktiven Lungenerkrankung einhergeht. Der Index wurde von der Arbeitsgruppe um Celli 2004 erstmals veröffentlicht. Vier einfach bestimmbare Parameter fließen in die Bestimmung ein:
- der Body-Mass-Index (BMI), errechnet aus Körpergröße und -gewicht,
- die Einsekundenkapazität (FEV1), ein Wert der Lungenfunktionstestung, zur Bestimmung der Verengung der Atemwege (airflow obstruction, Ausmaß der Obstruktion),
- die Bestimmung der subjektiv empfundenen Luftnot (dyspnoea, Atemnot) anhand der modified medical research council dyspnea skala (MMRC-Skala)[1],
- der 6-Minuten-Gehtest als Maß für die körperliche Belastbarkeit (exercise capacity).

Hintergrund der Auswahl dieser vier Parameter ist, dass die Einsekundenkapazität einfach messbar eine Lungenfunktionseinschränkung anzeigt, die subjektiv empfundene Luftnot das Erleben des Patienten selbst wiedergibt und die beiden übrigen Parameter die Auswirkungen der systemischen Erkrankung COPD auf den ganzen Organismus anzeigen (Gewichtsveränderung, Leistungsfähigkeit). Mit der Kombination dieser vier verschiedenen Aspekte wird versucht, einer ganzheitlichen Betrachtung des Krankheitsbildes Genüge zu tun.
Ermittlung des BODE-Index:
Für den Parameter FEV1 werden 0 (FEV1 > 64), 1 (FEV1 50–64), 2 (FEV1 36–49) oder 3 (FEV1 >34) Punkte der BODE-Skala vergeben, für den 6-Minuten-Gehtest 0 (> 350 m), 1 (250–349 m), 2 (150–249 m) oder 3 (< 150 m) und für die Dyspnoe (nach dem Medical Research Council Score) 0 (MRC 0–1), 1 (MRC 2), 2 (MRC 3) oder 3 (MRC 4) sowie für den Body-mass-index 0 (BMI > 21 kg/m²) oder 2 (BMI < 22 kg/m²).
Eine Weiterentwicklung des Index wurde 2009 von Puhan et al. veröffentlicht.